# Dniprorudne

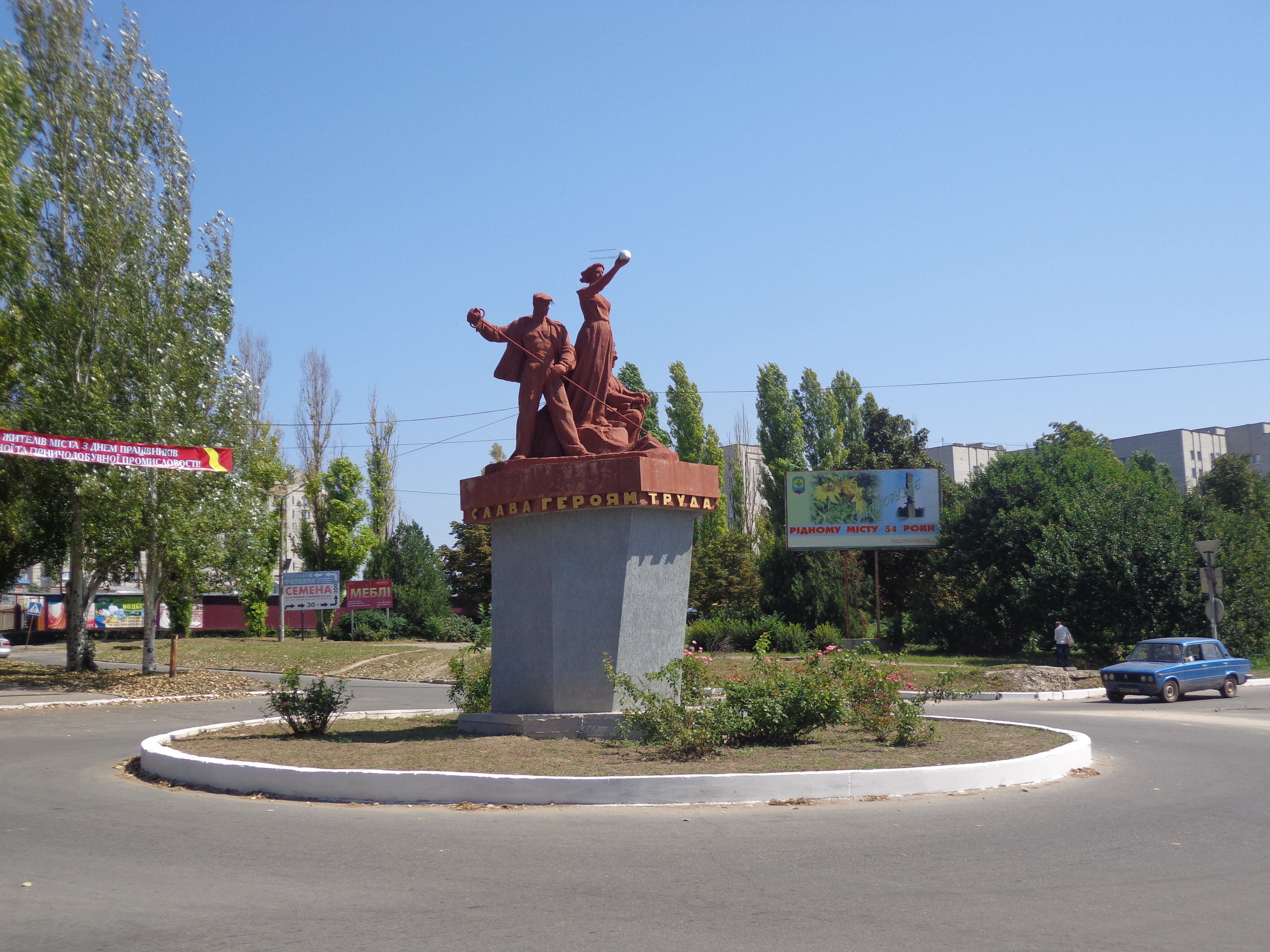
Denkmal im Zentrum der Ortschaft

Dniprorudne (ukrainisch Дніпрорудне; russisch Днепрорудное Dneprorudnoje) ist eine kleine Stadt in der Oblast Saporischschja in der südlichen Zentralukraine mit 19.100 Einwohnern (2016).
Sie liegt etwa 54 Kilometer südlich von Saporischschja am Ufer des zum Kachowkaer Stausee angestauten Dnepr.

## Geschichte
Der Ort wurde 1961 als Wohnsiedlung (Siedlung städtischen Typs) für die Unterbringung der Arbeiter zur Ausbeutung der Eisenerzlagerstätten im Umkreis von Mala Biloserka gegründet und hieß bis 1964 Dniprohrad (ukrainisch Дніпроград). 1967 begann der Abbau der Lagerstätten, bis heute werden pro Jahr etwa 4 Millionen Tonnen Eisenerz pro Jahr gefördert. 1970 erhielt die Dniprorudne den Status einer Stadt.
Vor Dniprorudne entschloss sich am 27. Februar eine russische Militärkolonne der Invasionsarmee zur Umkehr nach dem Antreffen von Zivilisten und einem Gespräch mit dem Bürgermeister.
Am 12. März 2022 wurde der Bürgermeister Jewhenij Matwjejew von russischen Militärangehörigen entführt.

## Verwaltungsgliederung
Am 12. Juni 2020 wurde die Stadt zum Zentrum der neugegründeten Stadtgemeinde Dniprorudne (Дніпрорудненська міська громада/Dniprorudnenska miska hromada). Zu dieser zählen auch die 2 Dörfer Majatschka und Slatopil, bis dahin bildete sie die gleichnamige Stadtratsgemeinde Dniprorudne (Дніпрорудненська міська рада/Dniprorudnenska miska rada) im Westen des Rajons Wassyliwka.
Folgende Orte sind neben dem Hauptort Dniprorudne Teil der Gemeinde:
| Name                     | Name       | Name                 |
| ukrainisch transkribiert | ukrainisch | russisch             |
| ------------------------ | ---------- | -------------------- |
| Majatschka               | Маячка     | Маячка               |
| Slatopil                 | Златопіль  | Златополь (Slatopol) |

## Bevölkerungsentwicklung
| 1970   | 1979   | 1989   | 2001   | 2005   | 2016   |
| ------ | ------ | ------ | ------ | ------ | ------ |
| 12.068 | 16.997 | 22.773 | 21.054 | 20.301 | 19.051 |

Quelle: